# اچ‌ام‌اس ولورین (۱۸۶۳)
اچ‌ام‌اس ولورین (۱۸۶۳) (به انگلیسی: HMS Wolverine (1863)) یک کشتی بود که طول آن ۲۲۵ فوت ۰ اینچ (۶۸٫۶ متر) بود. این کشتی در سال ۱۸۶۳ ساخته شد.